# پوبلیکانی
پوبلیکانی یا باج‌گیران (انگلیسی: Publican) در اروپای دوران باستان، (یونانی باستان) τελώνης telōnēs [مفرد]؛ لاتین publicanus [مفرد]؛ publicani [جمع]) پیمانکاران دولتی بودند که در مقام رسمی آنها اغلب لژیون‌های رومی و ارتش را تأمین می‌کردند، جمع‌آوری وظایف بندری را مدیریت می‌کردند و بر پروژه‌های ساختمانی عمومی نظارت می‌کردند. علاوه بر این، آنها به عنوان جمع‌آوران محصل مالیات برای جمهوری روم (و بعداً امپراتوری روم امپراتوری روم)، مالیات کشاورزی استان‌های روم، و مناقصه بر روی قراردادها (از طرف سنا در رم) برای جمع‌آوری انواع مالیات را انجام می‌دادند. نکته مهم این است که این نقش به عنوان جمع‌کننده مالیات تا اواخر تاریخ جمهوری (حدود قرن اول قبل از میلاد) مورد تأکید قرار نگرفت. باج داران معمولاً از طبقهٔ سوارکاران بودند.